# مدرك بن المهلب
مدرك بن المهلب بن أبي صفرة هو قائد عربي أموي في عهد الخلفاء عبد الملك بن مروان وسليمان بن عبد الملك، وقد شارك مع أخيه يزيد بن المهلب في ثورته عام 102 هـ، فلما هزم هرب إلى قندابيل من أعمال بلاد السند، وقُتِل على يد سلم بن أحوز عام 103 هـ مع عددٍ من إخوته في معركة قندابيل.

## قتاله موسى بن عبد الله
خلال فترة ولاية شقيقه المفضل لمدة تسعة أشهر على خراسان، عُيّن مدرك إلى جانب عثمان بن مسعود كقائد مشترك لحملة ضد المتمرد موسى بن عبد الله بن خازم في ترمذ. فعبر النهر في خمسة عشر ألفا، فكتب إلى السّبّل وإلى طرخون فقدموا عليه فحصروا موسى وضيقوا عليه وعلى أصحابه، فمكث شهرين في ضيق وقد خندق عثمان عليه، فقال موسى لأصحابه: أخرجوا بنا حتى متى نصبر فاجعلوا يومكم معهم إما ظفرتم، وإما قتلتم، واقصدوا الترك فخرجوا وخلّف النضر بن سليمان بن عبد الله بن خازم في المدينة وخرج وجعل ثلث أصحابه بإزاء عثمان، وقال: لا تقاتلوه إلا أن يقاتلكم وقصد لطرخون وأصحابه فصدقوهم القتال فانهزم طرخون وأخذوا عسكرهم وزحفت الترك والصغد فحالوا بين موسى والحصن فقاتلهم فعقروا فرسه وسقط، فقال لمولى له: احملني، فقال: الموت كريه ولكن ارتدف فإن نجونا نجونا جميعا وإن هلكنا هلكنا جميعا، فلما نظر إليه عثمان حين وثب، قال: وثبة موسى ورب الكعبة، وقصد إلى موسى وعثرت دابة موسى فسقط هو ومولاه فقتلوه ونادى منادي عثمان: من لقيتموه فخذوه أسيرا ولا تقتلوا أحدا ، فقتل في ذلك اليوم من الأسرى الكثير من العرب خاصة فكان يقتل العرب ويضرب المولى ويطلقه ، وسلم النضر المدينة إلى مدرك بن المهلب وآمنه فسلمها مدرك إلى عثمان وكتب المفضل إلى الحجاج بقتل موسى بن عبد الله بن خازم.
طرد الحجاج بن يوسف المهلبيون في عهد الخليفة الوليد بن عبد الملك، ولكن مع تولي الخليفة سليمان أخيه عام 715م، استعملهم سليمان وعزل ولاة الحجاج. وكان يزيد بن المهلب حاكماً على العراق وخراسان والنصف الشرقي من الخلافة وعين مدرك كأول حاكم له على سجستان ثم خلفه معاوية بن يزيد بن المهلب.
عندما تولى أخوه يزيد ولاية البصرة في عهد يزيد بن عبد الملك أرسله نائباً له على خراسان. غير أنه لم يستطع السيطرة عليها، فأرسل إليها مسلمة زوج ابنته سعيد بن عبد العزيز بن الحارث بن الحكم بن أبي العاص، لكنه سرعان ما عزل أيضاً
هرب بنو المهلب إلى السند في أيام يزيد بن عبد الملك، فوجه إليهم هلال بن أحوز فلقيهم، فقتل مدرك بن المهلب بقندابيل، وقتل المفضل وعبد الملك وزياد ومروان ومعاوية أبناء المهلب بن أبي صفرة، وقتل بعدهم معاوية بن يزيد بن المهلب في آخرين من أهل بيته وقومه في معركة العقر.